# Sion-les-Mines
Sion-les-Mines – miejscowość i gmina we Francji, w regionie Kraj Loary, w departamencie Loara Atlantycka.
Według danych na rok 2010 gminę zamieszkiwało 1678 osób, a gęstość zaludnienia wynosiła 30 osób/km².